# Apostolepis tenuis
Apostolepis tenuis este o specie de șerpi din genul Apostolepis, familia Colubridae, descrisă de Alexander Grant Ruthven în anul 1927. Conform Catalogue of Life specia Apostolepis tenuis nu are subspecii cunoscute.